# Nesytka sršňová
Nesytka sršňová, česky též nesytka včelová, (Sesia apiformis) je druh motýla z čeledi nesytkovití, který létá od května do srpna.

## Popis

### Vajíčko
Vajíčka nesytky sršňové mají v průměru 0,43–0,85 mm. Samičky je většinou kladou na izolovaný strom nízko nad zemí nebo do okolní vegetace. Samičky poletují kolem stromu a nepřetržitě kladou vajíčka, snáší jich stovky až tisíce najednou. Po nakladení vajíček samice odlétá a o vajíčka ani o larvy se už dále nestará.

### Housenka

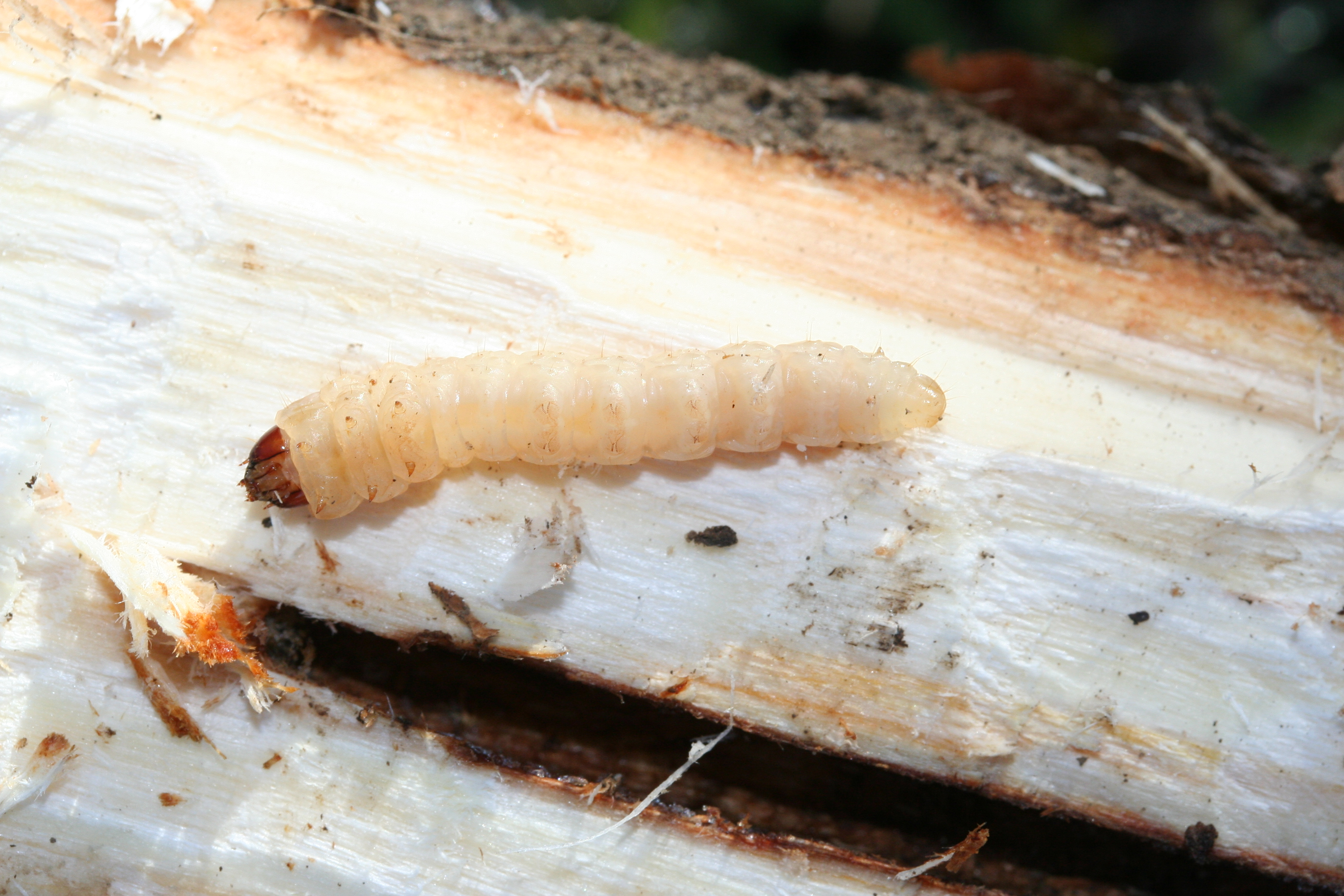
Housenka nesytky sršňové

Housenka nesytky sršňové měří přibližně 25 mm na délku, je kompaktní a připomíná spíše larvu brouka. Její zbarvení je žlutavé s tmavě hnědými pruhy. Vyvíjí se dva až čtyři roky ve dřevě topolů a vrb, v nichž zanechávají kulaté výletové otvory poblíž paty kmene stromu.

### Kukla

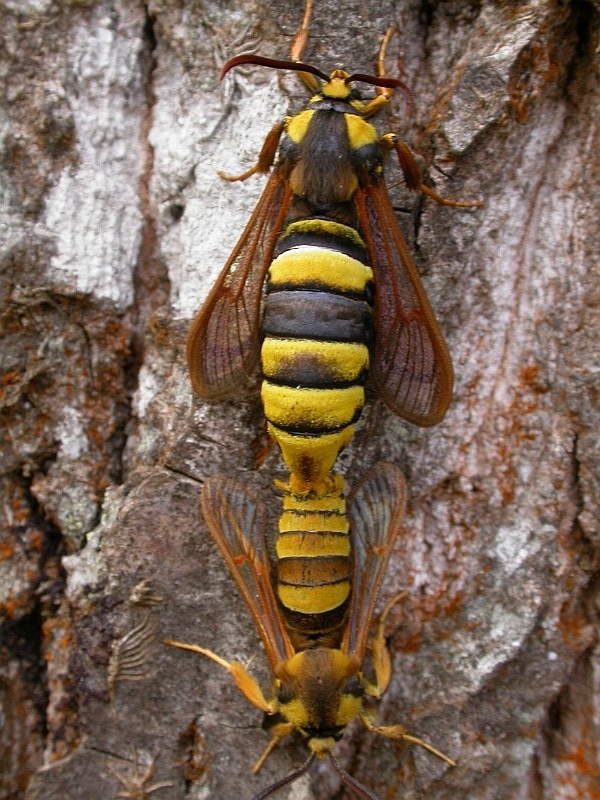
Pářící se jedinci

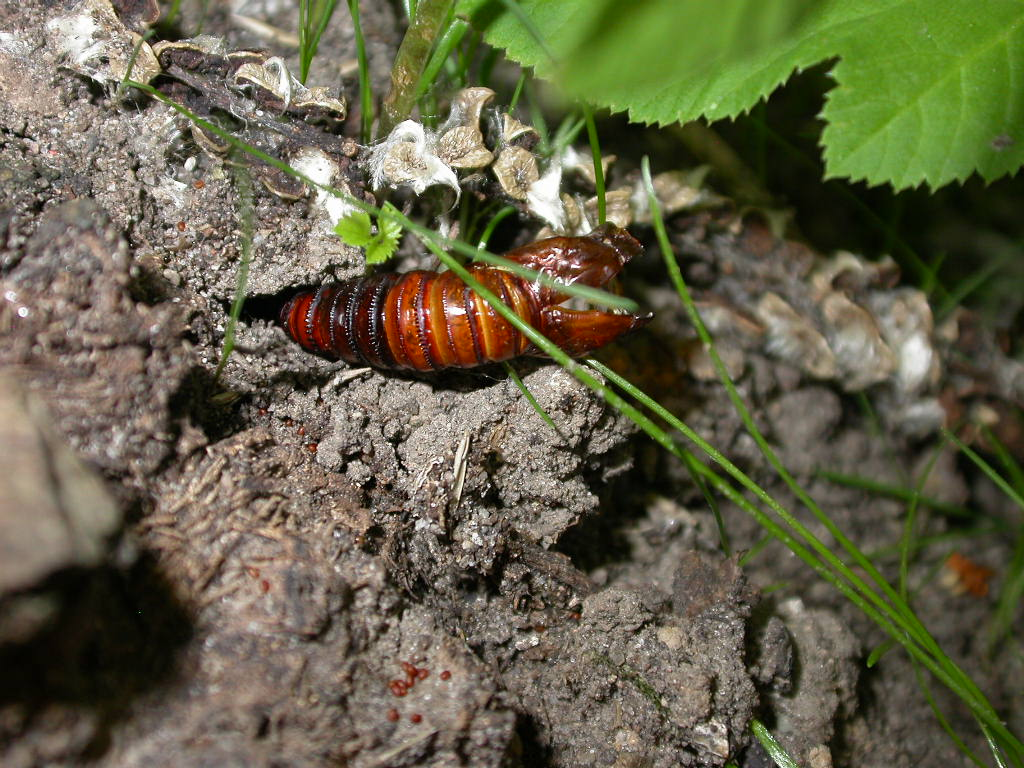
Kukla nesytky sršňové

Kukla nesytky sršňové je lemována „trny“ (latinsky adminicula), které umožňují kukle manévrovat vyvrtaným tunelem ve stromě. Samci a samice tohoto druhu mají různý počet těchto trnů, a proto je možné u nich určit pohlaví ještě před stádiem dospělců. Kromě toho jsou samičí kukly větší než samčí. Než dospělá nesytka vylétne z  hostitelského stromu, musí se kukla dostat ke vchodu do tunelu. Toho docílí ohýbáním a následným narovnáváním svého těla, což způsobí, že se adminicula zachytí o jakékoli nerovnosti v kmeni stromu, a tak se posune dál směrem k východu. Takto postupuje, dokud se část kukly nedostane na povrch stromu. V této poloze zůstává, dokud se nevynoří už jako dospělá nesytka.

### Dospělec

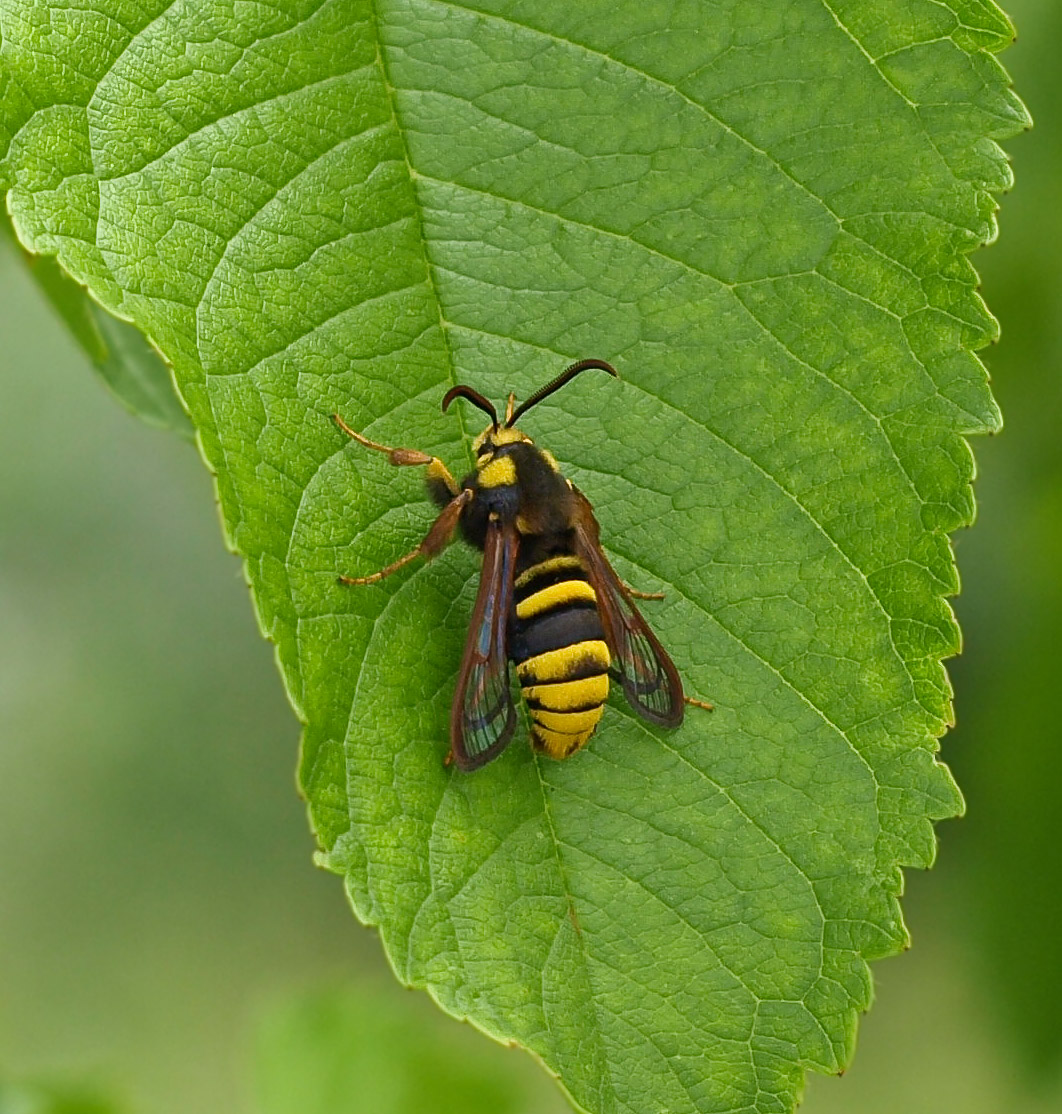
Dospělá samička nesytky sršňové

Nesytka sršňová je největší nesytka na území Česka. Má výrazné sršní mimikry (tzv. batesovské mimikry). Délka těla se pohybuje v rozmezí 20–29 mm a rozpětí křídel mezi 31–48 mm. Hruď má širokou a tmavě hnědou a jsou na ní dvě žluté skvrny. Zadeček je robustní a protáhlý, a kromě čtvrtého článku žlutohnědě pruhovaný. Křídla jsou téměř průsvitná a mají hustě chlupaté okraje. Nohy jsou žlutohnědé.

## Výskyt
Nesytky sršňové jsou v ČR rozšířené po celém území, ale jejich výskyt není rovnoměrný. Tento druh se vyskytuje téměř v celé Evropě, s výjimkou nejsevernějších oblastí, a také v západní a střední Asii v rámci palearktické oblasti. Do severní Ameriky byl introdukován. Přirozeným stanovištěm tohoto druhu jsou lužní a listnaté lesy a jejich okraje, vyskytují se také podél vodních toků.